# CA 19.9
L’antigène CA 19.9  (pour « Carbohydrate antigen ») est un tétrasaccharide situé à la surface des cellules
Il a été isolé en 1979 par Koprowski à Philadelphie, à partir d’une tumeur maligne du côlon. Il est produit par des cancers digestifs (du pancréas, de l’estomac ou du côlon) ou génitaux (de l’ovaire ou du sein) pour lesquels il ne constitue pas vraiment un marqueur vu son manque de spécificité.
Son dosage dans le sang reflète, dans une certaine mesure, le volume de la tumeur qui est à son origine. Il est aussi élevé dans des maladies non cancéreuses du pancréas ou du foie comme la pancréatite chronique. Son dosage est peu spécifique et peu sensible (son élévation n’est décelable que pour des cancers déjà volumineux ou étendus). Son taux est corrélé à celui de l'hémoglobine glyquée, son élevation peut donc refléter un simple diabète mal équilibré. Il n’a donc pas d’intérêt pour le diagnostic de ces cancers mais peut être utile pour surveiller l'effet du traitement de la tumeur en association avec d'autres indicateurs que sont la cliniques et les examens morphologiques (scanner de contrôle, endoscopie).
5 à 10 % de la population ne synthétisent pas cette molécule du fait d'un déficit enzymatique.
En pratique, dans le cancer du pancréas, sa sensibilité est d'environ 50 % avec une très grande spécificité. Son dosage est utile pour l'évaluation de l'efficacité du traitement.